# Boarmia garlopa
Boarmia garlopa là một loài bướm đêm trong họ Geometridae.